# Central nuclear de Piqua

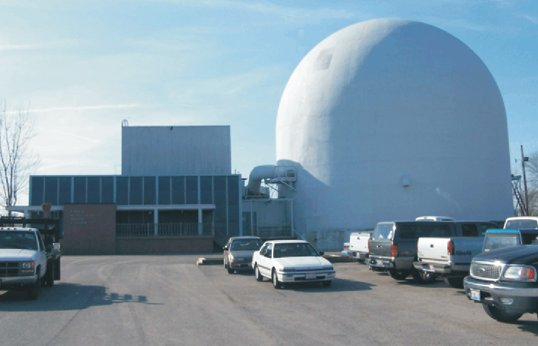
Central nuclear de Piqua - Parte de la superficie del complejo del reactor y del edificio auxiliar.

La central nuclear de Piqua operó en Piqua, Ohio. La central estaba refrigerada y moderada orgánicamente y tenía una potencia de 45,5 megavatios térmicos. Se construyó y funcionó entre 1963 y 1966 como un proyecto de demostración de la Comisión de Energía Atómica. La instalación dejó de funcionar en 1966, y fue desmantelada entre 1967 y 1969, y el refrigerante radioactivo y la mayoría de los demás materiales radioactivos fueron retirados. Los restantes componentes estructurales del reactor fueron sepultados en el casco del reactor bajo arena y cemento.
Los edificios de la instalación se utilizan ahora como almacenes y espacios para oficinas por la ciudad de Piqua.
- Datos: Q850462
- Multimedia: Piqua Nuclear Generating Station / Q850462